# Joachim Bottieau
Joachim Bottieau (Boussu, 20 de marzo de 1989) es un deportista belga que compitió en judo. Ganó dos medallas de bronce en el Campeonato Europeo de Judo, en los años 2012 y 2013.

## Palmarés internacional
| Campeonato Europeo | Campeonato Europeo  | Campeonato Europeo | Campeonato Europeo |
| Año                | Lugar               | Medalla            | Categoría          |
| ------------------ | ------------------- | ------------------ | ------------------ |
| 2012               | Cheliábinsk (Rusia) | Medalla de bronce  | –81 kg             |
| 2013               | Budapest (Hungría)  | Medalla de bronce  | –81 kg             |